# Corpo de Engenheiros Topógrafos dos Estados Unidos
O Corpo de Engenheiros Topógrafos dos Estados Unidos (em inglês: United States Army Corps of Topographical Engineers), fundado em 4 de julho de 1838 e extinto em 1853, foi um corpo do Exército dos Estados Unidos composto apenas por oficiais e que tinha como missão o mapeamento e direção de obras de construção como faróis e fortificações costeiras, e fixação de rotas de navegação. Entre os seus oficiais encontraram-se George Meade, John C. Frémont e Stephen Long. Foi fundido com o Corpo de Engenharia do Exército dos Estados Unidos em 31 de março de 1863, quando o "Corps of Engineers" também ficou encarregue do levantamento topográfico da zona dos Grandes Lagos.